# 劉玉華
劉玉華（1916年—2008年2月15日），女，河南開封人，中國武術家，国家级武术裁判，武汉体育学院教授。早年曾入選1936年中国奥运代表团的国术表演队。

## 生平
刘玉华出生于河南开封古城的一個貧困家庭，從小習武。在畢業於河南省国术馆国术人员训练班後，進入南京中央國術館，1932年毕业。1933年受聘于河南省国术馆。1936年入選中国奥运代表团国术表演队，参與在柏林舉行的第11届奥运会。
曾先後在汉口国民体育师资训练班、河南渭川第5战区抗敌青年军团、四川国立国术体专、湖北教育学院、华中师范学院体育系、武汉体育学院任教。1953年參加全国民族形式体育表演和竞赛大会。
2008年2月15日，於武漢市去世，享年92岁。
有名徒宮平保，為日本天行健中國武術館館長。

## 家庭
丈夫温敬铭生前曾任武漢體育學院教授，於1985年病故。長子温力為武漢體育學院武術教授，次子温庄為湖北武术散打队总教练。